# Селим, Шакир
Шаки́р Сели́м (крымскотат. Şakir Selim; настоящее имя Шаки́р Сели́мович Сели́мов, крымскотат. Şakir Selim oğlu Selimov; 10 апреля 1942 — 18 ноября 2008) — крымскотатарский поэт и переводчик. Главный редактор журнала «Йылдыз» (1998—2008). Член Союза писателей СССР с 1982 года.

## Биография
Шакир Селим родился в деревне Буюк-Асс Крымской ССР. Во время депортации в двухлетнем возрасте вместе с семьей попал в Джамбайский район Самаркандской области в составе УзССР. В 1974 году Селим окончил филологический факультет Самаркандского университета.
На протяжении 11 лет Селим работал учителем начальной школы в Джамбае, с 1971 года стал собственным корреспондентом газеты «Ленин байрагьы» в Ташкенте и возглавил отдел по крымскотатарским передачам Самаркандского областного радио. В 1989 году поэт вернулся в Крым, где занял должность заместителя редактора газеты «Достлукъ» (позже — «Достлукъ — Къырым», «Къырым»; ныне — «Qırım»), издававшейся на крымскотатарском и русском языках в Симферополе. С 1997 года являлся главным редактором журнала «Йылдыз».

## Писательская деятельность
Шакир Селим начал публиковаться в 1963 году. Первая поэтическая книга Селима вышла в 1971 году, за ней последовали ещё 7. В 1992 году поэт возглавил Совет крымскотатарских писателей, объединивший около 30 членов Национального союза писателей Украины. Помимо поэтической деятельности Селим занимался художественными переводами на крымскотатарский язык.

### Поэтические сборники
- «Акъбардакъ» (1971)
- «Севги алеви» (1978)
- «Дуйгъуларым» (1975)
- «Уянув» (1982)
- «Еллерни динъле» (1986)
- «Тюшюндже» (1997)
- «Къырымнаме» (2006)
- «Къырымнаме II» (2008)

### Переводы
Селиму принадлежат переводы на крымскотатарский язык произведений А. С. Пушкина («Кавказский пленник»), М. Ю. Лермонтова (стихотворения), Т. Шевченко («Катерина»), А. Мицкевича («Крымские сонеты», были изданы в Польше в 1997 году отдельной книгой на двух языках). В Крымскотатарском драматическом театре поставлен ряд спектаклей в его переводе: «Женитьба» Н. Гоголя, «Макбет» Шекспира, «В лунную ночь» Мустая Карима.

## Память
- Именем Шакира Селима названа улица в Судаке.

## Награды
- Почётная грамота Президиума Верховного Совета Автономной Республики Крым (1997)[1]